# Fácánkert
Fácánkert è un comune dell'Ungheria centro-meridionale di 673 abitanti (dati 2008). È situato nella contea di Tolna.